# Stagione di college football 2020
La stagione di college football NCAA Division I FBS 2020 negli Stati Uniti organizzata dalla National Collegiate Athletic Association (NCAA) per la Division I Football Bowl Subdivision (FBS), il livello più elevato del football universitario, è iniziata il 3 settembre e la sua stagione regolare si è conclusa il 19 dicembre 2020. La finale si è disputata l'11 gennaio 2021.
Questa è stata la settima stagione in cui si è adottato il sistema chiamato College Football Playoff (CFP), che ha sostituito il precedente Bowl Championship Series (BCS).

## Bowl game e College Football Playoff
A partire dai playoff 2014–15, sei Bowl CFP ospitano le semifinali di playoff su rotazione. Per questa stagione, il Rose Bowl e lo Sugar Bowl hanno ospitato le semifinali, con le vincenti che si sono affrontate nella finale del campionato NCAA all'Hard Rock Stadium di Miami, Florida.
|  | Semifinali | Semifinali | Semifinali |            |    | Finale  | Finale | Finale |  |
|  |            |            |            |            |    |         |        |        |  |
|  | 1          | Alabama    | 31         |            |    |         |        |        |  |
|  | 1          | Alabama    | 31         |            |    |         |        |        |  |
|  | 4          | Notre Dame | 14         |            |    |         |        |        |  |
|  | 4          | Notre Dame | 14         |            | 1  | Alabama | 52     |        |  |
|  |            |            |            |            | 1  | Alabama | 52     |        |  |
|  |            |            | 3          | Ohio State | 24 |         |        |        |  |
|  | 2          | Clemson    | 3          | Ohio State | 24 | 28      |        |        |  |
|  | 2          | Clemson    |            |            |    |         |        |        |  |
|  | 3          | Ohio State | 49         |            |    |         |        |        |  |

## Premi e onori

### Heisman Trophy
L'Heisman Trophy è assegnato ogni anno al miglior giocatore.
- DeVonta Smith, WR, Alabama
- Trevor Lawrence, QB, Clemson
- Mac Jones, QB, Alabama
- Kyle Trask, QB, Florida

### Altri premi al miglior giocatore
- Giocatore dell'anno dell'Associated Press: DeVonta Smith, WR, Alabama
- Lombardi Award (giocatore dell'anno): Zaven Collins, LB, Tulsa
- Maxwell Award (miglior giocatore): DeVonta Smith, WR, Alabama
- SN Player of the Year: DeVonta Smith, WR, Alabama
- Walter Camp Award (miglior giocatore): DeVonta Smith, WR, Alabama